# Maiko henshin

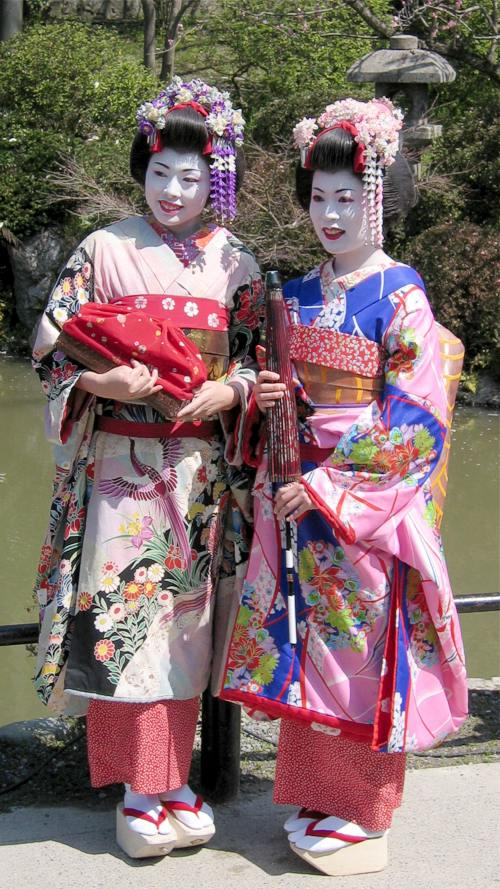
Deux maiko henshin à Kyōto.

Le maiko henshin (舞妓変身), littéralement « transformation en maiko », est une activité touristique qui se pratique essentiellement dans les vieux quartiers de Kyōto au Japon, au cours de laquelle des touristes se font photographier déguisées en apprenties geishas (maiko).

## Origine
Les geishas, les artistes traditionnelles que l'on trouve plus particulièrement dans les quartiers réservés (hanamachi) de Kyōto, sont un objet de fascination pour les touristes qui viennent au Japon et veulent les imiter, mais aussi pour les Japonaises qui ne souhaitent pas devenir geishas, mais faire malgré tout l'expérience du kimono et du maquillage caractéristiques des maiko.
Le maiko henshin consiste à se faire maquiller et costumer en maiko ou en geisha pour quelques heures, et se faire photographier en costume, généralement dans des studios décorés dans le style des maisons de geishas (okiya) traditionnelles, ou à l'extérieur, dans des jardins ou devant d'anciens monuments. Certains studios proposent également en supplément de faire des promenades en pousse-pousse en ville, et d'être photographiées ou de se photographier pendant ces promenades.

## Studios demaiko henshin

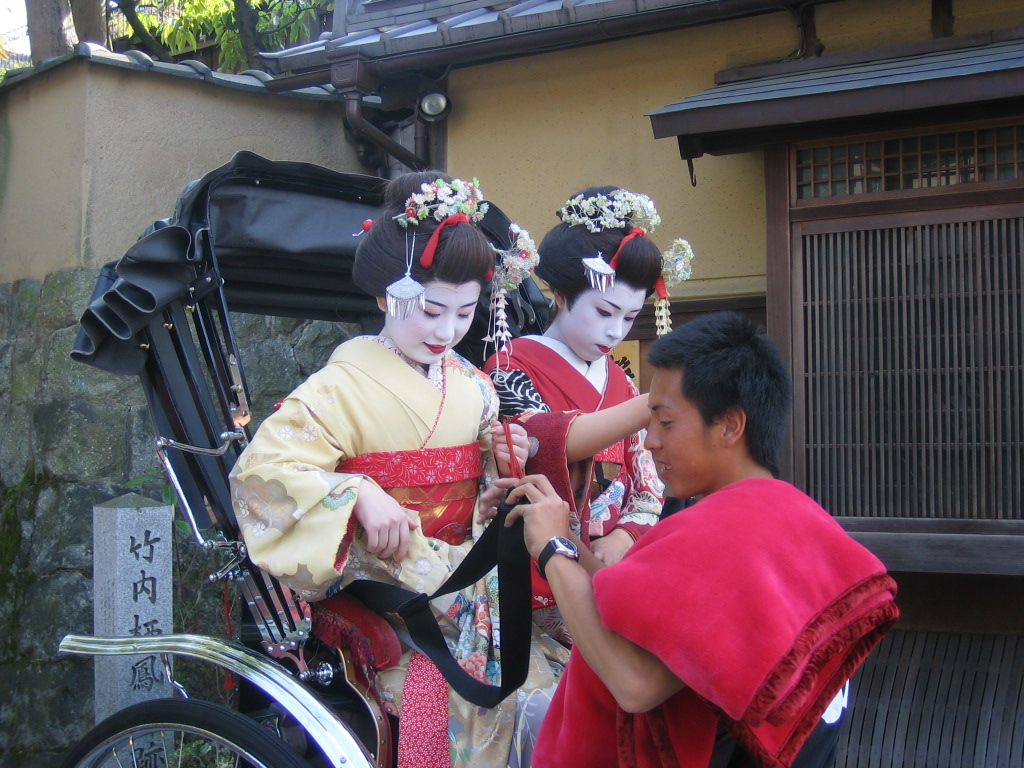
Maiko henshin en pousse-pousse à Kyōto.

Les studios qui proposent des séances de maiko henshin se trouvent généralement dans les quartiers anciens, près des temples ou des lieux touristiques, afin d'avoir facilement accès à des décors extérieurs évoquant le Japon ancien. L'intérieur est décoré dans le style des maisons de geishas (okiya) ou des maisons de thé.
Chaque studio possède une réserve de kimonos et d'obi dans le style de ceux que portent les maiko et les geishas, ainsi que de perruques imitant leurs chignons.

## Déroulement d'unmaiko henshin

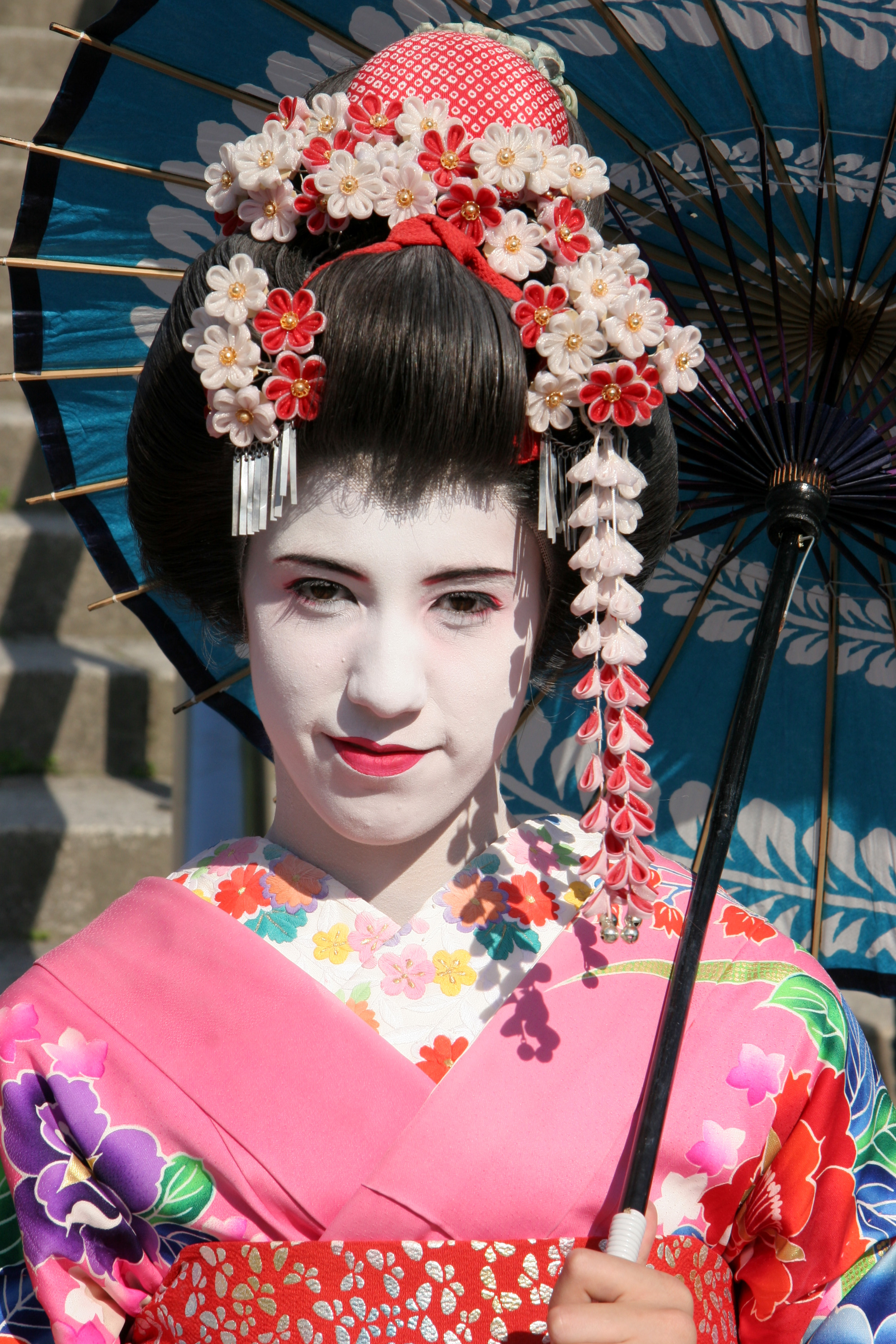
Maiko henshin à Kyōto.

La maiko henshin est d'abord maquillée entièrement de blanc, et ses lèvres et le contour de ses yeux sont peints en rouge et rose à la manière du maquillage des maiko.
Elle est ensuite coiffée d'une perruque complète (zen-katsura), ou d'une demi-perruque (han-katsura) sur laquelle les cheveux situés sur l'avant et les côtés de la tête sont coiffés pour obtenir un effet plus naturel. Des épingles à cheveux et des kanzashi sont ajoutées à la coiffure.
Elle choisit ensuite son kimono, se fait habiller, puis la séance de photographie a lieu. Selon les conditions météorologiques et la formule choisie, la séance peut avoir lieu en intérieur, ou également en extérieur. Il est généralement permis, si la maiko henshin a son propre appareil photo, de l'utiliser pour prendre ses propres photos, dans un temps limité.
Une séance simple en intérieur dure environ 2 heures, habillage compris, mais les formules proposant des photographies en extérieur ou des promenades peuvent durer plus longtemps.

## Différences entremaiko henshinetmaiko
Il est fréquent pour les touristes de confondre les maiko henshin en promenade avec d'authentiques maiko ou geishas. Cependant, il existe des différences dans leur apparence : notamment, les maiko henshin ne portent généralement pas sur la nuque le motif partiellement découvert porté par les vraies maiko (voir le maquillage des maiko), et leurs lèvres sont entièrement maquillées alors qu'il est plutôt d'usage pour les maiko de peindre uniquement la lèvre inférieure en rouge. Les maiko henshin portent également des perruques alors que les vraies maiko se font coiffer leurs propres cheveux.

## Services annexes
Les photographies des maiko henshin sont réalisées par un photographe professionnel et sont remises aux clientes en fin de séance sur un album photo ou un CD-ROM ; certains studios proposent des agrandissements encadrés ou l'inclusion de photos sur des accessoires personnalisés.
Outre le déguisement de maiko ou de geisha, certains studios proposent d'autres types de déguisements traditionnels, comme celui d'oiran (courtisane), des déguisements de samouraï (samurai henshin) pour les hommes, des déguisements de héros de contes japonais, voire de héros de mangas, ces dernières formules se rapprochant davantage du cosplay.